# Richborough

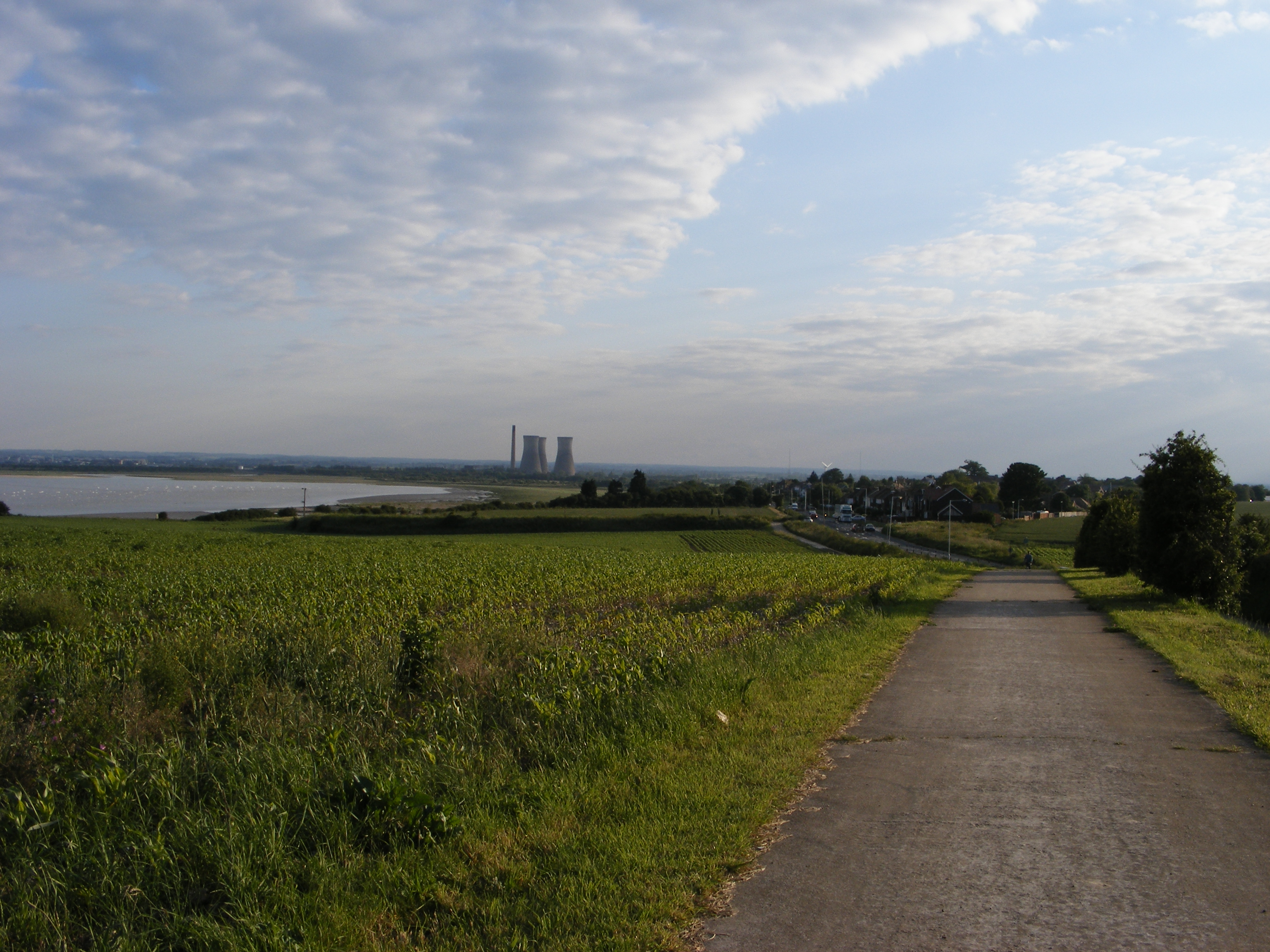
Blick Richtung Richborough (2008)

Richborough ist ein Ort im Nordosten der englischen Grafschaft Kent nördlich der Ortschaft Sandwich. Die Römer errichteten hier das Kastell Rutupiae und ein Amphitheater, deren Ruinen bis heute besichtigt werden können und einen Touristenmagneten der Gegend darstellen.
Der Ort ist nur gering bevölkert und wird in erster Linie landwirtschaftlich genutzt. Im Ersten Weltkrieg existierte hier ein geheimer Kriegshafen, der nach Ende des Krieges nicht weiter betrieben wurde. Zwischen 1962 und 1996 wurde hier ein Kraftwerk betrieben, das zunächst als Kohlekraftwerk gebaut, 1971 aber zu einem Öl-Kraftwerk umgerüstet wurde. 2012 wurden die verbleibenden Gebäude abgerissen. Heute ist eine Recycling-Deponie der prägende industrielle Komplex des Ortes.
Bei Richborough wurde Anfang 1939 auf Veranlassung des Council for German Jewry in einem aufgelassenen Armeelager des Ersten Weltkriegs ein Durchgangslager eingerichtet.  Hier wurden Männer im Alter von 18 bis 45 Jahre aus Deutschland untergebracht, die gültige Auswanderungspapiere in ein anderes Land besaßen, welche aber erst zu einem späteren Zeitpunkt zur Einreise berechtigten.
An das 1940 geschlossene Camp erinnert seit 1971 in dem Richborough benachbarten Sandwich eine Gedenktafel. Eine weitere Gedenktafel an das Camp wurde am 2. September 2019 ebenfalls in Sandwich enthüllt.